# Swing Shift Cinderella
Swing Shift Cinderella é um curta-metragem de animação dirigido por Tex Avery. A trama envolve o Lobo Mau e a Cinderela. Frank Graham dublou o lobo, e Colleen Collins dublou Cinderela, com Imogene Lynn dando sua voz.

## Enredo
No início do desenho animado, o Lobo Mau está perseguindo Chapeuzinho Vermelho. Mas então Chapeuzinho Vermelho para e ressalta que os dois estão no desenho animado errado. O Lobo a afasta e decide ir conhecer Cinderela (interpretada por Red de Red Hot Riding Hood). Ele pega um táxi para a casa dela e imediatamente se apaixona por ela ao vê-la, mas ela o rejeita severamente. Eventualmente, Cinderela chama sua fada madrinha para se livrar dele e prepará-la para o baile daquela noite. No segundo em que a madrinha das fadas ouve que há um lobo, ela se apressa. A madrinha das fadas prende o lobo, depois dá a Cinderela um vestido vermelho e transforma uma abóbora em um Woodie para ela ir ao baile, mas diz a Cinderela que ela precisa chegar em casa à meia-noite (como no clássico conto de fadas). 
A fada madrinha excitada mantém o lobo ocupado. Ela aparece diante dele em um maiô antiquado da década de 1890 ("Miss Repulsive 1898") e depois em um vestido de noite antes de tentar aconchegar-se a ele no sofá. Ela o persegue por toda a casa de Cinderela, mas o Lobo escapa quando ele pega a varinha da Fada Madrinha, transformando a banheira de Cinderela em um conversível. Ele sai para a boate onde Cinderela está se apresentando, com a Fada Madrinha em perseguição. Logo depois de chegar, o Lobo acidentalmente beija a Fada Madrinha, pensando que ela era Cinderela, o que apenas aprofunda ainda mais seu desejo pelo Lobo. Cinderella logo sobe ao palco e faz um show de dança enquanto canta a música "Oh Wolfie" (ao som de " Oh Johnny, Oh Johnny, Oh! "). O Lobo uiva e persegue Cinderela, mas a Madrinha ferida usa vários métodos (geralmente um martelo) para mantê-lo na linha. 
Quando o relógio bate meia-noite, a Fada Madrinha avisa Cinderela e ela sai, mas não antes que o Lobo comece a persegui-lo. A madrinha mais uma vez tenta detê-lo, mas desta vez, o lobo usa seus próprios métodos contra ela e persegue Cinderela. Cinderela corre para casa enquanto a transformação da Madrinha das Fadas passa, mas ela consegue chegar em casa a tempo - acontece que Cinderela é uma Rosie, a Rebitadora e que a razão pela qual ela tinha que estar em casa à meia-noite era para que ela não se atrasasse. o turno da noite. Cinderela está aliviada por se livrar do Lobo, mas é revelado que o ônibus está cheio de lobos, que começam a assobiar e gritar com ela quando o desenho termina. 

## Equipe técnica
- Realizado por: Tex Avery
- História: Heck Allen
- Animação: Ray Abrams, Preston Blair, Ed Love
- Layout: Claude Smith, John Didrik Johnsen
- Fundos: John Didrik Johnsen
- Editor de som: Fred McAlpin
- Música: Scott Bradley
- Co-produtor: William Hanna
- Produzido por: Fred Quimby

## Análise
O curta inclui referências de guerra. A motoneta da fada madrinha exibe um adesivo de ração a gás "A". Mais tarde, ela usa um jipe. Cinderela é soldadora, trabalhando no turno da meia-noite na fábrica de aeronaves Lockweed . Há também um motorista de táxi feminino, um motivo frequentemente usado durante a Guerra. 